# Samuel Graves
Samuel Graves (1713 - 1787 Hembury Fort, Honiton, Devon) was een Brits admiraal, die tijdens de Amerikaanse Onafhankelijkheidsoorlog aan Britse zijde stond.

## Biografie
Samuel Graves werd in 1713 geboren. Hij huwde met Elizabeth Sedgwick, dochter van John Sedgwick uit Staindrop (County Durham). Na de dood van Elizabeth in 1767 huwde hij in 1769 Margaret Spinkes, dochter von Elmer Spinkes uit Aldwinkle (Northamptonshire).
In 1774 kreeg hij de opdracht naar Noord-Amerika te trekken om als bevelhebber van het Noord-Amerika-eskader van de Royal Navy de uitvoering van het Britse handelsrecht af te dingen. Hij was bevelhebber van de Britse vlootoperaties bij het begin van de Onafhankelijkheidsoorlog bij de gevechten bij Boston in 1775-1776. Op 18 oktober 1775 gaf hij opdracht tot de beschieting van Falmouth in Maine. Begin 1776 werd hij door admiraal Richard Howe afgelost.

## Militaire loopbaan
- Cadet: 1732
- Lieutenant: 1739
- Rear Admiral: oktober 1762
- Vice Admiral: oktober 1770
- Admiral: 29 januari 1778 (Blauwe)
- Admiral: 8 april 1782 (Witte)